# Monumento a Carlo Porta (Verziere)
Il Monumento a Carlo Porta è una statua bronzea dedicata a Carlo Porta e sita al Verziere, antico mercato della verdura di Milano, replica del monumento distrutto dai bombardamenti del 1943, realizzata in bronzo dallo scultore modenese Ivo Soli, docente all'Accademia di Brera.
Nel 2001 è stata provvisoriamente tolta dalla propria sede per sottoporla a lavori di restauro.